# Ministério da Defesa Nacional
O Ministério da Defesa Nacional (MDN) é o departamento do Governo de Portugal, responsável pela administração central portuguesa ao qual incumbe preparar e executar a política de defesa nacional, no âmbito das competências que lhe são conferidas, bem como assegurar e fiscalizar a administração das Forças Armadas e dos demais órgãos, serviços e organismos nele integrados.
O ministro da Defesa Nacional tem a sua residência oficial no Forte de São Julião da Barra.
A lei orgânica do XXI Governo (2015-2019) deixou de mencionar expressamente a existência de ministérios no Governo, nomeadamente do Ministério da Defesa Nacional, o que se manteve na lei orgânica do XXII Governo (em vigência desde 2019). As pastas a cargo de cada ministro passaram a ser genericamente referidas como "áreas de governo". Contudo, outra legislação — incluindo a Lei Orgânica das Forças Armadas de 2021 — continua a mencionar a existência do Ministério da Defesa Nacional.

## Incumbências
Cabe ao Ministério da Defesa Nacional:
- Participar na definição da política de defesa nacional e elaborar e executar a política relativa à sua componente militar;
- Assegurar e fiscalizar a administração das Forças Armadas;
- Garantir a preparação dos meios ao dispor das Forças Armadas e acompanhar e inspecionar a respectiva utilização;
- Definir, executar e coordenar as políticas dos recursos humanos, materiais e financeiros;
- Coordenar e orientar as ações relativas à satisfação de compromissos militares decorrentes de acordos internacionais e, bem assim, as relações com organismos internacionais de caráter militar, sem prejuízo das atribuições próprias do Ministério dos Negócios Estrangeiros;
- Elaborar o orçamento do Ministério e orientar a elaboração dos projetos de propostas de Lei de Programação Militar (LPM), coordenando e fiscalizando a respetiva execução;
- Apoiar o financiamento de ações, através da atribuição de subsídios e da efetivação de transferências no âmbito dos programas que lhe sejam cometidos;
- Promover e dinamizar o estudo, a investigação, o desenvolvimento tecnológico e a divulgação das matérias com interesse para a defesa nacional;
- Providenciar, no sentido de que seja garantida, a segurança das matérias classificadas, quer em Portugal, quer nas representações nacionais no estrangeiro;
- Exercer as funções que lhe forem atribuídas no âmbito do Sistema de Informações da República Portuguesa;
- Prestar apoio técnico e administrativo ao Conselho Superior de Defesa Nacional e ao primeiro-ministro, no exercício das suas funções, em matéria de defesa nacional e das Forças Armadas.

## A defesa nacional

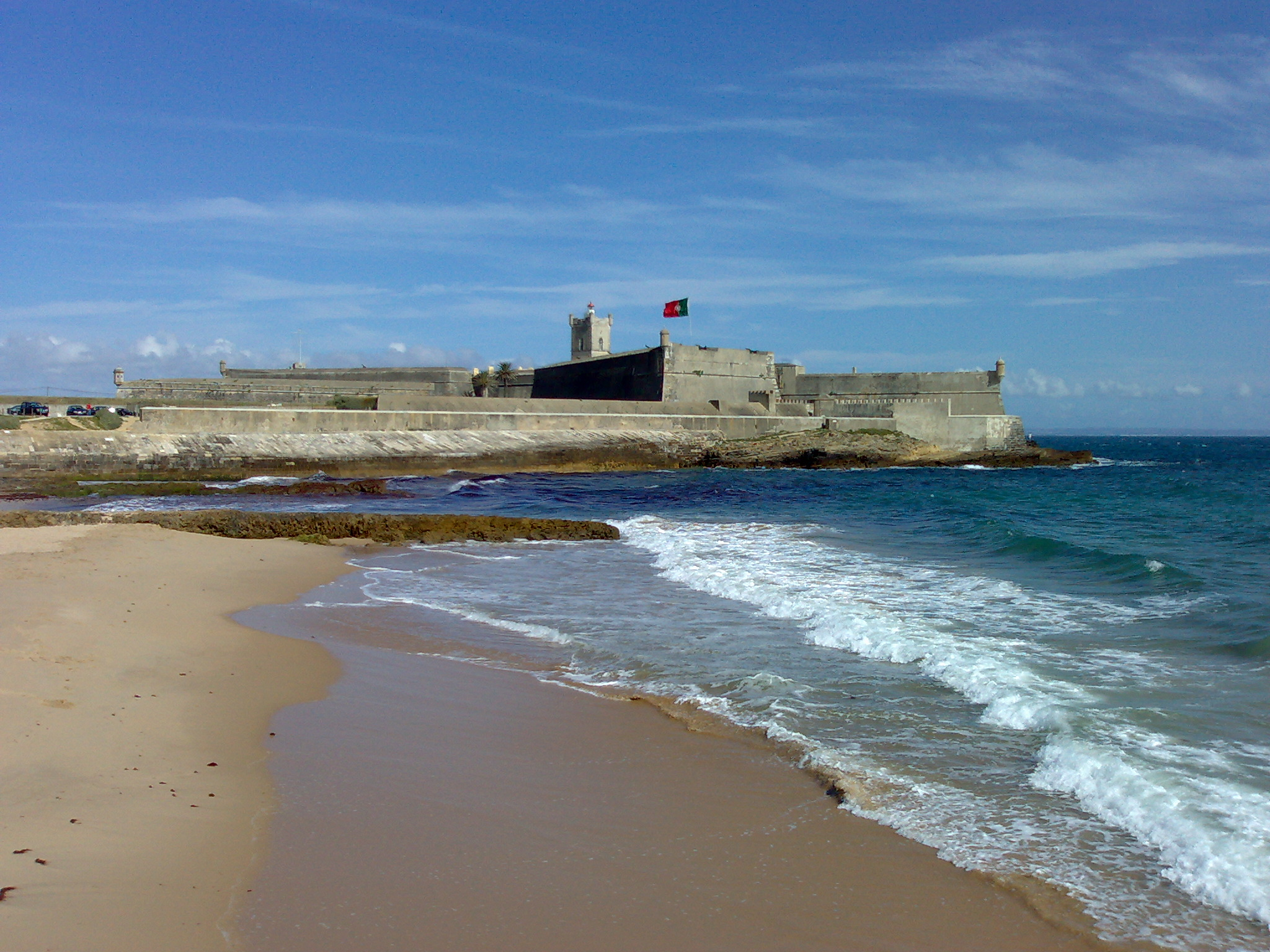
Forte de São Julião da Barra, residência oficial do Ministro da Defesa Nacional.

A "defesa nacional", a "defesa militar" e a "segurança nacional", apesar de — à luz da doutrina portuguesa — constituírem conceitos diferentes, são muitas vezes confundidos. A defesa nacional é o conjunto de estratégias e ações para atingir ou garantir o estado de segurança nacional. A defesa nacional inclui duas componentes: 
- Defesa militar — que consiste essencialmente na defesa contra agressões armadas vindas do exterior do país;
- Defesa civil — que é um conceito mais amplo que inclui desde a segurança interna e protecção civil, até à defesa económica e cultural do país.

Assim a defesa nacional, na sua essência, constitui uma estratégia integrada que o Estado Português põe em prática para garantir a segurança nacional. A segurança nacional, por sua vez, consiste nos estados de unidade, soberania e independência nacionais, de bem-estar e prosperidade da Nação, de unidade do Estado e normal desenvolvimento das suas tarefas, de liberdade de ação política dos órgãos de soberania e de regular funcionamento das instituições democráticas, no quadro constitucional.
A defesa nacional constitui um conceito amplo e consensual, que requer o empenhamento dos cidadãos, da sociedade e dos poderes públicos, por forma a manter e reforçar a segurança e a criar condições para prevenção e combate a quaisquer ameaças externas que, direta ou indiretamente, se oponham à consecução dos objetivos nacionais. Tem, por isso, um âmbito global, integrando componentes militares e não militares.

## História

### Antecedentes (antes de 1950)

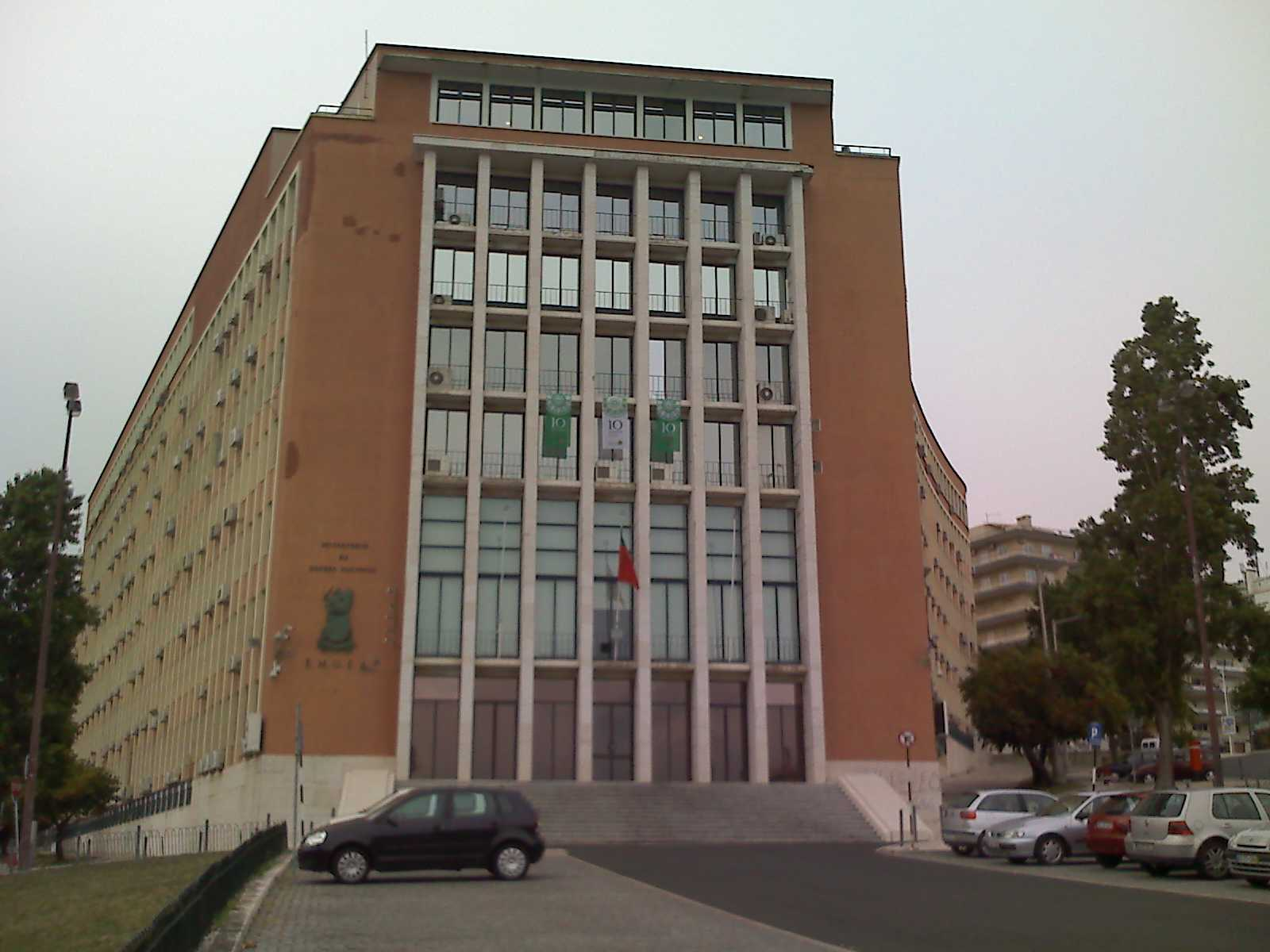
Edifício Ilha da Madeira, sede do Ministério da Defesa Nacional.

Os planos para a constituição de um ministério da Defesa, com responsabilidade sobre todos os assuntos militares da Nação, até aí divididos por vários ministérios setoriais, vêm, pelo menos, já desde o princípio da década de 1930. Pouco antes da Segunda Guerra Mundial foi proposta a fusão do Ministério da Guerra e do Ministério da Marinha, num Ministério da Defesa unificado, que integraria os subsecretariados de Estado da Marinha, da Guerra (Exército) e do Ar (Aeronáutica). No entanto, esse plano teve sempre a oposição do Exército e da Marinha, que desejavam manter a sua autonomia, com ministérios próprios, separados.

### Departamento da Defesa Nacional (1950-1974)
Em 1950, fruto das lições da Segunda Guerra Mundial e da criação da NATO, onde Portugal entrou como membro fundador, foram finalmente ultrapassadas parte das objeções a um comando unificado da defesa e das forças armadas. Foi criado o cargo de Chefe do Estado-Maior General das Forças Armadas e o cargo de ministro da Defesa Nacional. De notar que, para ultrapassar as objeções do Exército e da Marinha, não foi criado um Ministério da Defesa, mas apenas um cargo de ministro da Defesa, mantendo-se a existência dos ministérios do Exército e da Marinha como departamentos separados.
O ministro da Defesa Nacional não tinha, portanto, um ministério próprio, fazendo parte da estrutura da Presidência do Conselho de Ministros, tutelando diretamente o Chefe de Estado-Maior General das Forças Armadas, o Secretariado-Geral da Defesa Nacional e o Subsecretariado de Estado da Aeronáutica, e exercendo uma acção de coordenação em relação aos ministros do Exército e da Marinha. O conjunto dos organismos sob tutela direta do ministro da Defesa Nacional constituíam o Departamento da Defesa Nacional. O ministro da Defesa Nacional era responsável pelo orçamento global e a condução operacional das Forças Armadas, ficando os assuntos administrativos e logísticos a cargo dos ministérios setoriais.
Foi basicamente com esta organização que foi dirigida a Guerra do Ultramar, entre 1961 e 1974. As alterações sofridas foram a passagem do Subsecretariado de Estado ao estatuto de Secretaria de Estado da Aeronáutica em 1961. A reestruturação de 1969 previu a transformação do Secretariado-Geral da Defesa Nacional no Estado-Maior General das Forças Armadas, o que só veio a acontecer em 1974.

### Ministério da Defesa Nacional (1974-1982)
Em 25 de abril de 1974, deu-se um golpe militar que derrubou o governo de Marcelo Caetano e pôs fim à Guerra do Ultramar. Na sequência deste golpe, as Forças Armadas assumiram a tutela do novo regime democrático instalado, tornando-se independentes do poder civil. Como tal, foi estabelecido o Conselho da Revolução presidido pelo Presidente da República (um militar) e composto apenas por militares, que assumiu a responsabilidade sobre todos os assuntos das forças armadas. Nesta organização o Chefe de Estado Maior das Forças Armadas tinha um estatuto equivalente ao do primeiro-ministro e os chefes dos estados-maiores dos ramos, assumiram a função dos anteriores ministros militares. 
Foi então criado o Ministério da Defesa Nacional, chefiado pelo ministro da Defesa Nacional. O ministro da Defesa deixou contudo de ter qualquer tutela sobre as Forças Armadas, servindo apenas como elemento de ligação entre o Governo (poder civil) e aquelas, sobretudo no que dizia respeito à política de defesa e aos assuntos orçamentais.

### Integração da tutela das Forças Armadas no Ministério (desde 1982)
Findo o período de transição democrática, deixou de fazer sentido a tutela das Forças Armadas sobre o regime, bem como a sua separação do poder civil. Nesse sentido foi realizada a Revisão Constitucional de 1982 que extinguiu o Conselho da Revolução e que voltou a subordinar as Forças Armadas à administração direta do Estado.
Na sequência da revisão constitucional foi também aprovada a Lei de Defesa Nacional e das Forças Armadas (Lei nº 29/82, de 11 de dezembro). Esta lei estabeleceu a organização das Forças Armadas e a existência do Ministério da Defesa Nacional, em cuja estrutura as mesmas passaram a estar integradas.

## Membros do Governo
O Ministério da Defesa Nacional integra atualmente os seguintes membros do Governo:
| Membro do Governo      | Categoria e designação                            | Competências |
| ---------------------- | ------------------------------------------------- | --- |
| Nuno Melo              | Ministro da Defesa Nacional                       | Política de Defesa Nacional, Forças Armadas, ensino superior militar, Autoridade Marítima Nacional, Instituto Hidrográfico, planeamento civil de emergência, Estrutura de Missão para a Extensão da Plataforma Continental |
| Álvaro Castello-Branco | Secretário de Estado Adjunto e da Defesa Nacional | Competências delegadas pelo ministro Defesa Nacional |
| Ana Isabel Xavier      | Secretária de Estado da Defesa Nacional           | Competências delegadas pelo ministro Defesa Nacional |

## Orgânica
O Ministério da Defesa Nacional estrutura-se da seguinte forma:
- Forças Armadas:
  - Estado-Maior General das Forças Armadas;
  - Marinha;
  - Exército;
  - Força Aérea.
- Serviços centrais integrados na administração direta do Estado:
  - Secretaria-Geral;
  - Direção-Geral de Política de Defesa Nacional;
  - Direção-Geral de Recursos de Defesa Nacional;
  - Inspeção-Geral da Defesa Nacional;
  - Instituto da Defesa Nacional;
  - Polícia Judiciária Militar.
- Organismo integrado na administração indireta do Estado:
  - Instituto de Ação Social das Forças Armadas, IP.
- Órgãos consultivos:
  - Conselho Superior Militar;
  - Conselho de Chefes de Estado-Maior;
  - Conselho de Saúde Militar;
  - Conselho do Ensino Superior Militar.
- Outras estruturasː
  - Autoridade Marítima Nacional;
  - Autoridade Aeronáutica Nacional;
  - Comissão Portuguesa de História Militar.
- Entidades tuteladas:
  - Cruz Vermelha Portuguesa;
  - Liga dos Combatentes.

## O Ministro da Defesa Nacional

Insígnia militar do ministro da Defesa Nacional, usada desde 1952.

O ministro da Defesa Nacional é politicamente responsável pela elaboração e execução da componente militar da política de defesa nacional, pela administração das Forças Armadas e pela preparação dos meios militares e resultado do seu emprego, bem como pela administração dos órgãos, serviços e organismos dele dependentes. 

### Ministros da Defesa Nacional (1950-1974)
- Fernando dos Santos Costa (1950-1955 — II Governo do Estado Novo)
- Júlio Carlos Botelho Moniz (1955-1961 — II Governo do Estado Novo)
- António de Oliveira Salazar (1961-1962 — II Governo do Estado Novo)
- Manuel Gomes de Araújo (1962-1968 — II Governo do Estado Novo)
- Horácio José de Sá Viana Rebelo (1968-1973 — III Governo do Estado Novo)
- Joaquim Moreira da Silva Cunha (1973-1974 — III Governo do Estado Novo)

### Ministros da Defesa Nacional (1974- )[10]
- Mário Firmino Miguel (1974 — I e II Governos Provisórios)
- Vítor Alves (1974-1975 — II Governo Provisório)
- Silvano Ribeiro (1975 — III, IV e V Governos Provisórios)
- José Pinheiro de Azevedo (1975-1976 — VI Governo Provisório)
- Mário Firmino Miguel (1976-1978 — I, II e III Governos Constitucionais))
- José Loureiro dos Santos (1978-1980 — IV e V Governos Constitucionais)
- Adelino Amaro da Costa (1980 — VI Governo Constitucional)
- Luís de Azevedo Coutinho (1981 — VII Governo Constitucional)
- Diogo Freitas do Amaral (1981-1983 — VIII Governo Constitucional)
- Carlos Alberto da Mota Pinto (1983-1985 — IX Governo Constitucional)
- Rui Machete (1985 — IX Governo Constitucional)
- Leonardo Ribeiro de Almeida (1985-1987 — X Governo Constitucional)
- Eurico de Melo (1987-1990 — XI Governo Constitucional)
- Carlos Brito (1990 — XI Governo Constitucional)
- Fernando Nogueira (1990-1995 — XII Governo Constitucional)
- António Figueiredo Lopes (1995 — XII Governo Constitucional)
- António Vitorino (1995-1997 — XIII Governo Constitucional)
- José Veiga Simão (1997-1999 — XIII Governo Constitucional)
- Jaime Gama (1999 — XIII Governo Constitucional)
- Júlio Castro Caldas (1999-2001 — XIV Governo Constitucional)
- Rui Pena (2001-2002 — XIV Governo Constitucional)
- Paulo Portas (2002-2005 — XV e XVI Governos Constitucionais)
- Luís Amado (2005-2006 — XVII Governo Constitucional)
- Nuno Severiano Teixeira (2006-2009 — XVII Governo Constitucional)
- Augusto Santos Silva (2009-2011 — XVIII Governo Constitucional)
- José Pedro Aguiar-Branco (2011-2015 — XIX e XX Governos Constitucionais)
- José Alberto Azeredo Lopes (2015-2018 —XXI Governo Constitucional)
- João Gomes Cravinho (2018-2022—XXI Governo Constitucional e XXII Governo Constitucional)
- Helena Carreiras (2022-2024 — XXIII Governo Constitucional)
- Nuno Melo (2024-presente — XXIV Governo Constitucional)

## Links Externos
- Portal do Ministério da Defesa Nacional
- Portal do Arquivo da Defesa Nacional